# Áron Márton
Áron Márton, madžarski škof ter častitljivi Božji služabnik, * 28. avgust 1896, Csíkszentdomokos, Avstro-Ogrska monarhija (danes Sândominic, Romunija), † 29. september 1980, Alba Iulia, Romunija.

## Življenjepis
Kot škof se je zavzemal med vojno za preganjanje Žide. Pod komunizmom  je bil dolgo časa zaprt ali interniran. Med vsemi romunskimi škofi pa je edini lahko proti koncu življenja svobodneje deloval. Največ zaslug za to je imel s svojim posredovanjem in obiskom dunajski kardinal Franz König . 

### Smrt in češčenje
Umrl je v Albi Juliji 29. septembra 1980. Kmalu se je začel postopek za njegovo beatifikacijo. Sedaj je škofijski postopek končan. Novice, da je bil razglašen že za blaženega, niso točne. 